# David Rodríguez (futbolista peruano)
David Rodríguez (Perú) fue un futbolista Peruano que se desempeñaba de defensa.

## Trayectoria
Nació en Perú, su debut en el fútbol profesional fue en Mariscal Sucre teniendo un excelente rendimiento y siendo de los mejores del equipo, eso le bastaría para ser contratado por Universitario de Deportes en 1949 en su primer año fue de los mejores de la zaga de la U que consiguió el título de ese año el equipo conformado por Andrés da Silva, Alberto Terry, Walter Ormeño, Gilberto Torres entre otros. en los años siguientes se convierte unos de las figuras del cuadro merengue hasta 1952, volvería al mariscal sucre en 1953 el club iniciaría mal que hasta la sexta fecha marchaba colero, hasta que cambiaron de técnico y salieron campeones siendo david de los mejores en la saga defensiva.
Seguiria en el cuadro dinamitero hasta retirarse del fútbol profesional en 1957 en el equipo donde inició su carrera deportiva.

## Clubes
| Club           | País | Año       |
| -------------- | ---- | --------- |
| Mariscal Sucre | Perú | ?-1948    |
| Universitario  | Perú | 1949-1952 |
| Mariscal Sucre | Perú | 1953-1957 |

## Palmarés
| Título                    | Club                      | País | Año  |
| ------------------------- | ------------------------- | ---- | ---- |
| Primera División del Perú | Universitario de Deportes | Perú | 1949 |
| Primera División del Perú | Mariscal Sucre            | Perú | 1953 |